# Miguel Ángel Rojas
Miguel Ángel Rojas (Bogotá, 1946) es un artista conceptual colombiano. Su obra expresada a través del dibujo, la pintura, la fotografía, las instalaciones y el video, trata de asuntos relacionados con la sexualidad, la cultura marginal, la violencia y la problemática relacionada con el consumo y la producción de drogas.

## Trayectoria
Fotógrafo, pintor y arquitecto. Realizó estudios de pintura en la Escuela de Bellas Artes de la Universidad Nacional de Colombia y de Arquitectura en la Universidad Javeriana. Ha expuesto individual y colectivamente desde 1972 en Colombia, Venezuela, Australia, Puerto Rico, Cuba, EE. UU., Japón, Brasil,  Inglaterra y México. Primer premio en fotografía del XXI Salón Nacional de Artistas de Colombia 1989; Premio de la II Bienal Internacional de San Juan 1979; Premio León Dobrzinsky 1981; Premio del XXX Salón Nacional de Artistas de Colombia 1986 en Medellín mención especial de la V Bienal americana de artes gráficas 1988 en Cali; Premio del Concurso nacional Riogrande 1989.

## Exposiciones
Selección de exposiciones individuales
2012
Camino Corto, Museo de Arte Universidad Nacional, Bogotá, Colombia
El nuevo Dorado, Proyecto invitado a Solo Project, ARCO: Feria internacional de Arte Contemporáneo. Madrid, España
2011
At the Edge of Scarcity, Sicardi Gallery, Houston, Texas
2009
Pueblito. Museo Bolivariano de Arte Contemporáneo. Santa Marta, Colombia
2008
Fotofest, 2008, Sicardi Gallery, Houston, Texas
2007
Objetivo-Subjetivo, Museo de Arte del Banco de la República, Bogotá, Colombia
David, La vitrina, Lugar a Dudas, Cali, Colombia
2006
Fotofest 2006, Sicardi Gallery, Houston, Texas
2002
La Cama de Piedra, Museo Nacional, Bogotá, Colombia
2001
Sub, Galería Valenzuela – Klenner, Bogotá, Colombia
2000
La Cama de Piedra, Alianza Colombo – Francesa, Bogotá, Colombia 
1995
Pascal y Pascual, Museo del Chopo, Ciudad de México, México
1992
Dibujo y Pintura, Galería Arteria, Barranquilla, Colombia
1991
Bio, Museo de Arte Moderno, Bogotá, Colombia
1990
Miguel Ángel Rojas, Museo de Arte Moderno, Cartagena, Colombia
Miguel Ángel Rojas obra en proceso, Museo de Arte Moderno, Medellín, Colombia
1985
Bio, Intar Latin-American Gallery, New York, New York
1982
Subjetivo, Galería Garcés-Velásquez, Bogotá, Colombia
1981
Works on Paper, Center for Inter-American Relationes, New York, New York 1980 Grano, Museo de Arte Moderno, Bogotá, Colombia
Selección de exposiciones colectivas
2012
La idea de América Latina, Centro Andaluz de Arte Contemporáneo de Sevilla, Sevilla, España.
Perder la forma humana. Una imagen sísmica de los años 80 latinoamericanos, Museo Nacional Centro de Arte Reina Sofía, Madrid, España.
2010
29a Bienal de São Paulo, “There is always a cup of sea to sail in”, São Paulo, Brasil.
Multiple Landscape: Latin America in the MUSAC Collection, MUSAC (Museo de Arte Contemporáneo de Castilla y León, España.
Cosmopolitan Routes: Houston Collects Latin American Art, MFAH, Houston, Texas Sicardi Galley, Houston Texas
A cidade do homem nu, Museu arte Moderna de Sao Paulo, Brasil
Al calor del pensamiento, Daros Collection at Fundación Banco Santander, Boadilla del Monte, Madrid, España.
2008
Apertura – Colombia, Station Museum, Houston Texas 
2005
Fotográfica Bogotá, Bogotá, Colombia.
2004
Cantos Cuentos Colombianos, Daros Latinamerica Collection, Zúrich, Suiza
39 Salón nacional de Artistas, Mención especial, Bogotá, Colombia
2003
Colombia 2003, Museo de Arte Moderno MAMBA, Buenos Aires, Argentina
The American Effect, Whitney Museum of American Art, New York, New York 
2002
VIII Bienal de Bogotá, Museo de Arte Moderno, Bogotá, Colombia
2001
Colombia Visible e Invisible, Galería Fernando Pradilla, Madrid, España.
1999
Re-Aligning Vision, Miami Art Museum, Miami, Florida
1998
Re-Aligning Vision, Archer M. Huntington Art Gallery, Texas University, Austin, Texas; Museo de Bellas Artes, Caracas, Venezuela; Museo de Arte Contemporáneo MARCO, Monterrey, México
1997
Re-Aligning Vision, Museo del Barrio, New York; Arkansas Art Center, Little Rock, Arkansas
Premio Marco 96, Museo de Arte Contemporáneo Marco Monterrey, México 
1996
Arte, Política y Religión, Barbican Centre, London, United Kingdom
Realismo Mágico? Arte Figurativo de Los Años Noventa en Colombia, Galerie Théoremes, Brussels, Belgium; Centro Cultural Melina Mercury, Athens, Greece; University of Essex & Aberysmith, United Kingdom
América Latina 96 en el Museo de Bellas Artes, Museo de Bellas Artes, Buenos Aires, Argentina. 
V Bienal de Bogotá, Museo de Arte Moderno, Bogotá, Colombia
Premio Marco 95, Museo de Arte Contemporáneo Marco, Monterrey, México
1995
Arte, Política y Religión, Mead Gallery, Warwick Art Centre, University of Warwick, Coventry, United Kingdom
A Propósito de Colombia, Kulturhaus Lateinamerika, Cologne, Germany Premio Marco, Museo de Arte Contemporáneo Marco, Monterrey, México
1994
V Bienal de La Habana, Museo de Bellas Artes, Havana, Cuba 
1993
Latin American Artists of the Twentieth Century, MoMA, New York, New York 
1992
Eco Art, Museu de Arte Moderna, Río de Janeiro, Brasil
Premio de Escultura Joan Miro, Centro Miro, Barcelona, España.
Artistas Latinoamericanos del Siglo XX, Edificio Plaza de Armas, Sevilla, España.
Arte Contemporáneo Colombiano, Pabellón de Artes, Expo Sevilla 92, Sevilla, Spain
America Latines Art Contemporain, Hotel des Arts, Fundation Nacionales des Arts, Paris, France Eco Art, Museo de Arte Moderno, Río de Janeiro, Brasil
1991
Mito y Magia en América, Los Ochenta, Museo Marco, Monterrey, México
1990
Images of Silence, The Bronx Museum of the Arts, New York; Museo de Arte Contemporáneo, San Juan, Puerto Rico
Bogotá Art Biennial, Museo de Arte Moderno, Bogotá
1989
Images of Silence, Museum of Modern Art of Latin America, Washington D. C. 
1987
Un Cuerpo Marginal, Center for Photography, Paddington, Australia
1986
Cem Anos de Arte em Colombia, Palacio Imperial, Río de Janeiro, Brasil
IV Bienal Americana de Artes Gráficas, Museo La Tertulia, California
Il Bienal de La Habana, Museo de Bellas Artes, Havana, Cuba
1983
World Print Four, Museum of Modern Art, San Francisco, California
1982
IV Bienal of Sydney, Sídney, Australia
Muñoz-Astudillo-Rojas-Ramírez, Museo La Tertulia, Cali, Colombia
1981
Artes Gráficas Panamericanas, Center for Inter-American Relations, New York, New York
IV Bienal de Arte de Medellín, Palacio de Exposiciones, Medellín, Colombia
XVI Bienal de Sao Paulo, Palacio de Exposiciones, Sao Paulo, Brasil
1979
XI Bienal Internacional de Grabado, Tokio, Japón.
Il Trienal Latinoamericana de Grabado, Centro de Arte y Comunicación, Buenos Aires, Argentina
IV Bienal Latinoamérica de Artes Gráficas, San Juan, Puerto Rico
I Bienal Internacional de Pintura, Museo Municipal de Arte Moderno, Cuenca, Ecuador
1977
La Plástica Colombiana de Este Siglo, Casa de Las Américas, Havana, Cuba
Los Novísimos Colombianos, Museo de Arte Contemporáneo, Caracas, Venezuela
1976
III Bienal Latinoamericana de Artes Gráficas, San Juan, Puerto Rico

## Colecciones
Museum of Modern Art (MoMA), New York, New York
Fundación La Caixa, Barcelona España
Biblioteca Luis Ángel Arango del Banco de La República, Bogotá, Colombia
Daros Latin America Collection, Zúrich, Suiza.
Museo Nacional, Bogotá, Colombia.
Museo de Arte Universidad Nacional, Bogotá, Colombia
Casa de las Américas, Havana, Cuba
Instituto Nacional de Bellas Artes, México DF, México
MUSAC, Museo de Arte Contemporáneo de Castilla y León, España.
Museo de Bellas Artes, Caracas, Venezuela.
Museo de Arte Americano de Managua, Managua, Nicaragua.
Museo of Contemporary Art Marco, Monterrey, México
Museo de Arte Moderno, Bogotá, Colombia
Museo de Arte Moderno La Tertulia, Cali, Colombia
Museo de Arte Moderno, Bucaramanga, Colombia
Colección de la Rectoría de la Universidad Nacional de Colombia, Bogotá, Colombia
Colección Embajada de Colombia en España, Madrid, España.
Museo de Arte Moderno, Barranquilla, Colombia
Embajada de Francia, Bogotá, Colombia
Museo de Arte Moderno, Cartagena, Colombia